# Parapoynx fluctuosalis
Parapoynx fluctuosalis is een vlinder uit de familie van de grasmotten (Crambidae), uit de onderfamilie van de Acentropinae. De wetenschappelijke naam van deze soort is voor het eerst gepubliceerd in 1852 door Philipp Christoph Zeller.

## Ondersoorten
- Parapoynx fluctuosalis fluctuosalis ((sub-)tropische gebieden in Afrika en Zuid-Europa)
- Parapoynx fluctuosalis linealis ((sub-)tropische gebieden in Azië, Australië, Oceanië en Midden- en Zuid-Amerika)

## Verspreiding
De soort komt in alle tropische en subtropische gebieden voor. In Europa is deze soort vastgesteld in Portugal, Spanje en Sardinië. 

## Waardplanten
- Hydrilla verticillata (Hydrocharitaceae)
- Oryza sp. (Poaceae)
- Nymphaea sp. (Nymphaeaceae)